# Firestone XR-9
El Firestone XR-9, también conocido por la designación de compañía Model 45, fue un helicóptero experimental estadounidense de los años 40 del siglo XX, construido por la Firestone Aircraft Company para las Fuerzas Aéreas del Ejército de los Estados Unidos (USAAF). Solo se construyeron dos ejemplares (el militar XR-9B y un Model 45D civil).

## Diseño y desarrollo
Desarrollado originalmente por G & A Aircraft con la cooperación del Mando Aéreo del Servicio Técnico de las Fuerzas Aéreas del Ejército de los Estados Unidos, el G & A Model 45B (designado XR-9 Rotocycle por el Ejército) era un diseño de helicóptero monoplaza y configuración de vaina y botalón. Tenía un tren de aterrizaje triciclo fijo y rotores tripala principal y de cola. La potencia habría sido suministrada por un motor Avco Lycoming XO-290-5 de 94 kW (126 hp). El Model 45C (XR-9A) era el mismo helicóptero con un rotor bipala. Ninguno de los dos helicópteros fue construido. G & A Aircraft fue comprada por Firestone en 1943, y fue rebautizada como Firestone Aircraft Company en 1946.
Un revisado diseño Model 45C (o XR-9B) fue construido con un rotor principal tripala y dos asientos en tándem. La primera aeronave adquirida por las Fuerzas Aéreas del Ejército en 1946 estaba propulsada por un motor Avco Lycoming O-290-7, y voló por primera vez en marzo de aquel año.
Una versión civil, el Model 45D, también fue construida y volada, en anticipación a un auge de ventas en la posguerra. Difería en que tenía a los dos ocupantes lado a lado, en lugar de en tándem como en el 45C, y estaba equipada con un motor Lycoming de 110 kW (150 hp). El prototipo fue mostrado en las Carreras Aéreas Nacionales de Cleveland de 1946. También se proyectó un Model 50 de cuatro asientos, pero el previsto auge de ventas no se materializó, y Firestone cerró su división de fabricación de aeronaves.

## Variantes
Model 45B
Helicóptero monoplaza no construido con rotor tripala, designación XR-9 del Ejército.
Model 45C
Helicóptero monoplaza no construido con rotor bipala, designación XR-9A del Ejército.
Model 45C (revisado)
Helicóptero biplaza en tándem propulsado por un motor Lycoming O-290-7 y con rotor bipala, uno construido como XR-9B, más tarde redesignado como XH-9B.
Model 45D
Helicóptero biplaza lado a lado para el mercado civil, uno construido.
Model 50
Versión de cuatro asientos, no construida.
XR-9
Designación del Ejército para el no construido Model 45B.
XR-9A
Designación del Ejército para el no construido Model 45C.
XR-9B
Designación del Ejército para el Model 45C (revisado), más tarde redesignado como XH-9B.
XH-9B
XR-9B redesignado en 1948.

## Operadores
Estados Unidos
- Fuerzas Aéreas del Ejército de los Estados Unidos

## Supervivientes
El único Model 45D estaba almacenado no exhibible en el Army Aviation Museum en Fort Rucker, Alabama. Estaba pintado como el XR-9 46-001. Más tarde se restauró y se puso en exhibición (sin las palas instaladas).

## Especificaciones (XR-9B)
Referencia datos: Jane's all the World's Aircraft 1947,

### Características generales
- Tripulación: Uno (piloto)
- Capacidad: Un pasajero
- Longitud: 8,4 m (27,6 ft)
- Diámetro rotor principal: 8,5 m (28 ft)
- Altura: 2,6 m (8,5 ft)
- Peso cargado: 794 kg (1750 lb)
- Planta motriz: 1× motor bóxer de cuatro cilindros refrigerado por aire Lycoming O-290-7.
  - Potencia: 101 kW (139 HP; 137 CV)
- Capacidad de combustible: 95 l, de 80 octanos

### Rendimiento
- Velocidad máxima operativa (Vno): 160 km/h (99 MPH; 86 kt)
- Velocidad crucero (Vc): 130 km/h (81 MPH; 70 kt)
- Techo de vuelo: 3000 m (9843 ft)
- Régimen de ascenso: 5,1 m/s (1004 ft/min)

## Aeronaves relacionadas

### Secuencias de designación
- Secuencia R-_ (Alas Rotatorias del USAAC/USAAF, 1941-1948): ← R-6 - R-7 - R-8 - R-9 - R-10 - R-11 - R-12 →
- Secuencia H-_ (Helicópteros de la USAF, 1948-1962): H-5 - H-6 - H-9 - H-10 - H-11 - H-12 →